# تربيمير الثاني
تربيمير الثاني (توفي عام 935 للميلاد)هو ثاني ملوك كرواتيا حكم بين عامي (928-935 م) والذي ينتمي إلى اسرة تربيميروفيتش. وهو ابن الدوق مونسيمير والاخ الاصغر للملك تومسلاف. 
بعد وفاة سيميون الأول ملك بلغاريا لم تعد الامبراطورية البيزنطية بحاجة إلى دعمها العسكري للكروات والتحالف معهم للمواجهة سيميون والضغط على مملكته من الغرب. وعلى الرغم من انجازات الملك تومسلاف في ايقاف توسع البلغار الا ان البيزنطيين رفعوا يد الكروات عن منطقة دالماسيا (دالماتيا) والتي اعادوها إلى ادارتهم مرة أخرى وان كانت تلك الإدارة اسمية.
كما قام البابا ليو السادس بالغاء ابرشية نين في عام 928 م ونقل المطران كريكور إلى سكرادين في خطوة كان ينظر اليها على انها هزيمة مذلة لانصار السلافية في الصراع الطويل بين ابرشيتي نين وسبليت.
كانت كرواتيا خلال عهد الملك تربيمير الثاني تمتلك اقوى أكبر اسطول تجاري يجوب البحر الادرياتيكي.
توفي الملك تربيمير الثاني في عام 935 م وخلفه على العرش ابنه الملك كريشيمير الاول.